# قطر سوراخ

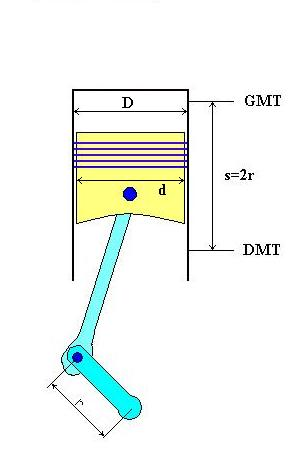
قطر گردی سیلندر

قطر سوراخ (Bore) به قطر گردی سیلندر در موتور رفت و برگشتی می‌گویند. برای بیان اندازه قطر سیلندر لوکوموتیو نیز از این واژه استفاده می‌شود.